# Chapada do Norte
Chapada do Norte é um município brasileiro do estado de Minas Gerais.

## História
O povoado que deu origem ao município de Chapada do Norte, teve origem no século XVIII, durante a descoberta e exploração do ouro, às margens do Rio Capivari. A então freguesia criada recebe o nome de Santa Cruz da Chapada, sendo posteriormente extinta como freguesia e restaurado o status em 1850. 
Entre os anos de 1729 a 1757, em meio das disputas políticas da época, mesmo com território em Minas Gerais, esteve subordinada e vinculada a Capitania da Bahia. Somente depois de 1757 que fora novamente vinculada a Capitania de Minas Gerais. Após a queda da produção e exploração do ouro, Santa Cruz da Chapada teve seu desenvolvimento marcado, no início do século XIX, por estar próxima aos municípios que entraram na monocultura de produção e exploração de algodão. Tornou-se neste cenário, ponto de descanso para viajantes que por ali passavam. Sua emancipação ocorreu no ano de 1962, tornando-se independente de Minas Novas, com a denominação atual de Chapada do Norte. 
Criado pela lei estadual 2.764 de 30 de Dezembro de 1962 foi desmembrado do município de Minas Novas e a sua instalação se deu em 1° de Março de 1963 passando a se chamar Chapada do Norte. O município possui 4 distritos que são: Distrito de Granjas do Norte criado pela lei municipal n° 673 de 1995, no distrito de São Sebastião da Boa Vista criado pela lei municipal n° 674 de 1995, Cachoeira do Norte criado pela lei n°675 de 1955 e o distrito de Santa Rita do Araçuaí criado pela lei n° 676 de 1995 
Durante a exploração do ouro, como em ouras cidades, escravos fugindo da opressão, violência e sofrimento, refugiaram-se nas comunidades interioranas do território, dando origem as inúmeras comunidades quilombolas. De acordo com a prefeitura existem no município quatorze comunidades quilombolas. Interessante destacar que neste ano de 2022, será a primeira vez que o senso IBGE irá identificar e traçar um perfil da população quilombola brasileira. 
- Fundação: 3 de março de 1963 (62 anos)[9]

## Geografia
O município de Chapada do Norte se encontra na região nordeste do estado de Minas Gerais, estando localizado na área do alto-médio Jequitinhonha. Sua população recenseada em 2022 era de 10 337 habitantes. O município tem uma área de 828 km quadrados, com população distribuída nas zonas rurais e na cidade. Tem no território rural quatorze comunidades quilombolas.

CULTURA
Pode-se dizer que a manifestação cultural de maior destaque na cidade de Chapada do Norte é a Festa de Nossa Senhora dos Rosários dos Homens Pretos. Por suas singularidades e preservação da cultura por quase dois séculos, o município recebeu honra imensurável do IEPHA em 2013. A festa foi catalogada e registrada com Patrimônio Imaterial e Cultural do Estado de Minas Gerais. 
A celebração ocorre no segundo domingo do mês de outubro, sendo atraídos para o local devotos, mascates, moradores da cidade e da região. 
A celebração ocorre desde o século XVIII, como forma de devoção dos membros da Irmandade de Nossa Senhora do Rosário dos Homens Pretos, Libertos e Cativos, da Freguesia da Santa Cruz da Chapada, antigo nome da Irmandade do Rosário de Chapada. A festa tem ascendentes na cultura afro-brasileira e na história de resistência da população negra. 

## Administração
- - Prefeito: Leandro Evangelista do Socorro (2021/2024)
- Vice-prefeito: João Henrique Machado (2021/2024)
- Presidente da câmara: Valdemir Soares Pereira (Biênio 2023/2024)

## Economia
A Atividade agrícola alimenta a feira semanal da cidade com hortaliças frescas, sendo mais uma forma de renda para as famílias da zona rural.